# Louise Lindström
Louise Lindström  (* 28. April 2000) ist eine schwedische Skilangläuferin.

## Werdegang
Lindström, die für den Falun Borlänge SK startet, nahm bis 2020 vorwiegend an Juniorenrennen teil. Dabei wurde sie im Jahr 2017 im Sprint und 2020 im 15-km-Massenstartrennen jeweils schwedische Juniorenmeisterin. Ihre ersten Rennen im Scandinavian-Cup lief sie im März 2019 in Madona und belegte dabei den 30. Platz über 5 km klassisch und den 20. Rang im Sprint. Bei den Nordischen Junioren-Skiweltmeisterschaften 2019 in Lahti gewann sie mit der Staffel die Bronzemedaille. Zudem errang sie dort den 13. Platz im Sprint. Im folgenden Jahr gewann sie bei den Nordischen Junioren-Skiweltmeisterschaften in Oberwiesenthal erneut die Bronzemedaille mit der Staffel und die Goldmedaille im Sprint. Außerdem wurde sie dort Achte über 5 km klassisch und sechste im 15-km-Massenstartrennen. Ihr Debüt im Weltcup hatte sie im Januar 2021 in Falun, welches sie auf dem 31. Platz über 10 km Freistil beendete. Bei ihrem zweiten Start im Weltcup dort holte sie im Sprint mit dem 27. Platz ihre ersten Weltcuppunkte. Bei den U23-Weltmeisterschaften 2021 in Vuokatti gewann sie jeweils die Bronzemedaille mit der Staffel und im Sprint und die Silbermedaille über 10 km Freistil. In der Saison 2021/22 belegte sie den 35. Platz bei der Tour de Ski 2021/22 und zum Saisonende den 52. Platz im Gesamtweltcup.